# Willy Rasmussen
 Willy Rasmussen (født 6. november 1910, København, død 3. september 1958, Horsens) var en dansk atlet og sagfører. Han var medlem af Brande IF (-1928) og Københavns IF (1929-). Har vundet 16 indv. DM og 4 i stafet. Præsterede i 1929 som bare 19 årig at vinde det danske mesterskab i længdespring og tikamp og blive toer i højdespring. For det blev han af Politiken kåret til Årets Fund i dansk idræt. Han var to gange på landsholdet. Deltog i længdespring på OL 1936 i Berlin.
Sideløbende med sin idrætskarriere læste Willy Rasmussen jura på Københavns Universitet, og efter endt eksamen indstillede han idrætskarrieren og tog fat på en karriere som sagfører med kontor i Rædersgade og senere i  i Søndergade i Horsens. En kort periode var han formand for Horsens fS’ atletikafdeling og næstformand for HfS’ hovedafdeling. Han døde i 1958, blot 47 år gammel.

## Danske mesterskaber
Længdespring: 1929-34 og 1936
Trespring: 1931-32
Trekamp: 1931-32
Femkamp: 1930
Tikamp: 1929-30, 1932 og 1934
4*100 meter: 1935-37

## Danske rekorder
Længdespring: 7,12 1930-1930
Længdespring: 7,29 1930-1931
Længdespring: 7,30 1931-1971 (DR i 33 år!)
Højdespring: 1,83 1929-1935
Femkamp: 3191 point 1930-33 (3072 point efter dagens pointtabel)
Tikamp: 6326 point 1930-33
Tikamp: 6559 point 1933-34
Tikamp: 6774 point 1934-37(5814 point efter dagens pointtabel)
4*100 meter: 42,8 1935

## Bedste resultat
100 meter: 10.9 Østerbro 23. maj 1936
200 meter: 22.5 1933
110 meter hæk: 16.1 1930
400 meter hæk: 59.6 Østerbro 20. August 1933
Højdespring: 1,83 1929
Længdespring 7,30 1931
Trespring: 14,49 1931
Femkamp: 3072 point 1930
Tikamp: 5814 point